# Pax gen

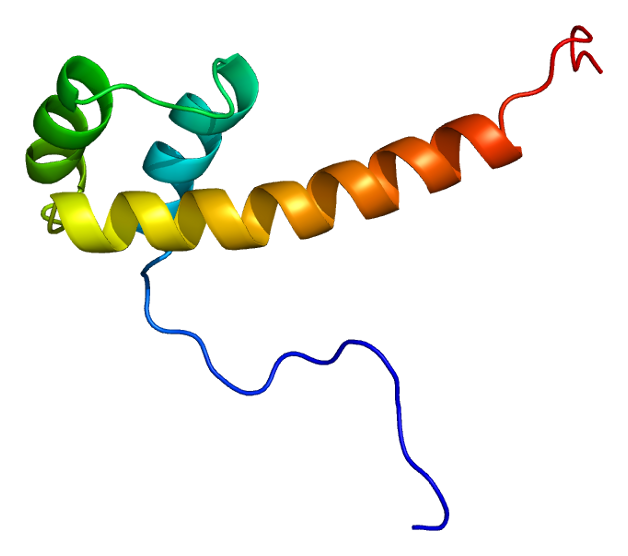
Produkt genu PAX6

Pax gen je jakýkoliv gen obsahující tzv. paired box a také homeobox (řadí se tedy mezi homeoboxové geny). Pax geny jsou evolučně silně konzervované, existuje jich velké množství a společně slouží jako transkripční faktory, které řídí diferenciaci buněk, vývoj různých tělních struktur a orgánů, jako je např. přední mozek, hlemýžď či sítnice. Byly však nalezeny i u vločkovců, kteří tyto struktury postrádají.